# La Chapelle-Cécelin

La Chapelle-Cécelin este o comună în departamentul Manche, Franța. În 2009 avea o populație de 206 de locuitori.